# Lehmäsaari (ö i Södra Savolax, S:t Michel, lat 61,95, long 26,61)
Lehmäsaari är en ö i Finland. Den ligger i sjön Puula och i kommunen Kangasniemi i den ekonomiska regionen  S:t Michel och landskapet Södra Savolax, i den södra delen av landet, 220 km norr om huvudstaden Helsingfors. Öns area är 23,3 hektar och dess största längd är 0,7 kilometer i nord-sydlig riktning.